# Dr. Kildare: Der Hochzeitstag
Dr. Kildare: Der Hochzeitstag (Originaltitel: Dr. Kildare’s Wedding Day) ist ein US-amerikanisches Filmdrama in schwarz-weiß aus dem Jahr 1941. Regie führte Harold S. Bucquet. Das Drehbuch stammt von Harry Ruskin und Willis Goldbeck. Die Hauptrollen spielten Lew Ayres, Lionel Barrymore und Laraine Day. Dr. Kildare: Der Hochzeitstag ist der achte Film der Dr. Kildare-Serie von Metro-Goldwyn-Mayer.

## Handlung
Die Hochzeit von Dr. James Kildare und der Krankenschwester Mary Lamont steht kurz bevor. Auch im Blair General Hospital in New York laufen bereits die Vorbereitungen. Die Abreise des Brautpaares nach Dartford, Dr. Kildares Heimatstadt, wo die Hochzeit stattfinden soll, verzögert sich mehrmals. Nachdem die beiden endlich fort sind, besucht Dr. Kildares Mentor, der Diagnostiker Dr. Leonard Gillespie, ein Konzert mit dem bekannten Dirigenten Constanzo Labardi. Doch scheint ihm Labardi während des Konzertes irgendwie abgelenkt zu sein; er vermutet ein medizinisches Problem. Daher lässt er sich nach dem Konzert in die Garderobe des Dirigenten bringen und spricht ihn darauf an. Dieser gibt widerstrebend zu, dass er immer schlechter höre und fürchte, taub zu werden. Er willigt ein, sich heimlich im Blair General behandeln zu lassen.
Dr. Gillespie versucht, die Behandlung Constanzo Labardis zum Vorwand zu nehmen, einen geplanten Aufenthalt als Patient im Krankenhaus des Krebsspezialisten Dr. Lockberg abzusagen. Dieser ruft daraufhin Dr. Kildare an und bittet ihn, seinen Einfluss bei Dr. Gillespie geltend zu machen, anderenfalls müsse er sich von der Behandlung zurückziehen. Dr. Kildare verlässt daraufhin seine Hochzeitsvorbereitungen und kehrt ins Blair General Hospital zurück. Dort gelingt es ihm zwar, Dr. Gillespie zum Antritt der Behandlung zu überreden, dafür muss er ihm aber bei der Behandlung Constanzo Labardis helfen. So muss er die Hochzeitsvorbereitungen ganz seiner zukünftigen Frau überlassen, nicht einmal zu seinem eigenen Junggesellenabschied in Mike Ryans Restaurant kann er kommen. Mary Lamont will ihn dort vertreten. Auf dem Weg dorthin läuft sie in einen Kleinlastwagen und wird schwer verletzt in das Blair General Hospital eingewiesen. Dr. Kildare und Dr. Gillespie, die mittlerweile die ersten Untersuchungen an Constanzo Lombardi abgeschlossen und diesen in einen einmonatigen Ferienaufenthalt geschickt haben, kehren ins Krankenhaus zurück. Dr. Kildare eilt sofort an Marys Krankenbett und kann kurz mit ihr sprechen, bevor sie stirbt. Daraufhin zieht er sich aus dem Krankenhaus zurück, und Dr. Gillespie beginnt seine Krebsbehandlung.
Am letzten Tag seines vierwöchigen Aufenthalts in Dr. Lockbergs Klinik erhält Dr. Gillespie einen Anruf von Dr. Kildares Vater. Dieser macht sich Sorgen um seinen Sohn, der sich die ganze Zeit über nicht in der Klinik gemeldet habe. Daraufhin lädt Dr. Gillespie Dr. Kildare in sein Geburtshaus ein. Dort erzählt er diesem von seiner Jugendliebe Cornelia Bartlett, die eine talentierte Klavierspielerin und Komponistin war. Sie erkrankte jedoch schwer und starb bald darauf, ohne dass Dr. Gillespie ihr helfen konnte. Daher wollte er seine medizinische Karriere aufgeben, doch glücklicherweise habe ihn sein Mentor, der berühmte Walter Reed, davon abgehalten. Auch Dr. Kildare solle nun zur Medizin zurückkehren, wo er etwas bewirken könne. Dieser lehnt ab, lässt sich aber dazu überreden, für eine Woche in die Klinik zurückzukehren. In dieser Zeit erkennt Dr. Kildare, dass die drohende Taubheit Constanzo Labardis durch falsche Ernährung verursacht wird. Labardi ist rechtzeitig zu einem schon lange geplanten Radiokonzert wieder gesund. Dort spielt er mit seinem Orchester das Stück Tableau Rose, das von Cornelia Bartlett komponiert worden war und das ihm Dr. Gillespie während der Behandlung vorgespielt hat. Dr. Kildare wird weiterhin am Blair General Hospital unter Dr. Gillespie arbeiten.

## Hintergrund
Die Geschichte, auf der das Drehbuch beruht, wurde laut Vorspann des Films von Lawrence Bachmann und Ormond Ruthven geschrieben. Damit ist dies der erste Dr.-Kildare-Film, dessen Geschichte ohne Max Brand entwickelt wurde. Ormond Ruthven, der eigentlich Tontechniker war, soll lediglich „ein Original“ an MGM verkauft haben. Ein Alternativtitel des Films is Mary Names the Day.

### Besetzung und Technischer Stab
Lionel Barrymore, der mehrere Stücke Orchestermusik geschrieben hat, erhielt für Tableau Rose, das im Film Cornelia Bartlett zugeschrieben wird, einen Credit für Musik. Am Ende des Films bemerkt der von ihm gespielte Dr. Gillespie Dr. Kildare gegenüber, er habe Cornelia bei der Komposition etwas geholfen.
Der damals aufstrebende junge Komiker Red Skelton hatte in diesem Film seinen zweiten und letzten Auftritt in der Serie.
Für das Szenenbild in Dr. Kildare: Der Hochzeitstag waren Cedric Gibbons sowie Edwin B. Willis verantwortlich. Die Kostüme kamen von Robert Kalloch.

### Laraine Days Ausstieg
Laraine Day war kaum bekannt gewesen, als sie 1939 mit Dr. Kildare: Unter Verdacht als Mary Lamont in die Serie einstieg. Doch durch die Serie, und auch durch andere Filme, die sie inzwischen gemacht hatte, war sie bekannter und dann von 12.000 Kinobesitzern zum hoffnungsvollsten Nachwuchsstar gewählt worden. Ob der Anstoß nun von ihr selbst oder von Metro-Goldwyn-Mayer kam, ist unklar. Jedenfalls sollte sie ein Star werden und musste dazu die Serie verlassen. Als Grund wurde auch genannt, dass MGM Platz für die Nachwuchsschauspielerinnen Donna Reed und Ann Ayars schaffen wollte.
Der Tod Mary Lamonts löste beim Publikum heftigen Unmut aus, wie auch die Art, wie sie starb. Auch Kritiker zeigten sich geschockt. Laraine Day, die selbst eher erleichtert war, die Rolle und die damit verbundenen Einschränkungen los zu sein, wurde noch viele Jahre später von Fans angesprochen, die ihr mitteilen wollten, wie sehr sie vom Tod Mary Lamonts betroffen waren. Zum Trost für das Publikum brachte MGM schon bald den Film Schatten am Fenster heraus, in dem Laraine Day und Lew Ayres die Hauptrollen spielten. Es war geplant, eine Serie daraus zu machen, die aber nicht zustande kam.
Die Karriere Laraine Days wurde durch diesen Ausstieg allerdings nicht befördert. Fünf Jahre später bat sie um Auflösung ihres Vertrages bei MGM; sie habe sich niemals als erste Wahl für eine Rolle gefühlt. Myrna Oliver nannte in ihrem Nachruf auf Laraine Day die Rolle der Mary Lamont als deren bekannteste.

### Dreharbeiten
Die Produktion von Dr. Kildare: Der Hochzeitstag lief vom 2. bis zum 23. Juni 1941. Gedreht wurde in den Studios von MGM.

### Synchronisation
Die Synchronisation von Dr. Kildare: Der Hochzeitstag wurde 1991 von der Interopa Film GmbH in Berlin durchgeführt. Die Dialogregie lag bei Hagen Mueller-Stahl, das Dialogbuch bei Katrin Blass.
| Rolle                 | Schauspieler     | Synchronsprecher        |
| --------------------- | ---------------- | ----------------------- |
| Dr. James Kildare     | Lew Ayres        | Udo Schenk              |
| Dr. Leonard Gillespie | Lionel Barrymore | Hans W. Hamacher        |
| Mary Lamont           | Laraine Day      | Ulrike Möckel           |
| Vernon Briggs         | Red Skelton      | Lutz Riedel             |
| Molly Byrd            | Alma Kruger      | Christine Gerlach       |
| Dr. Stephen Kildare   | Samuel S. Hinds  | Friedrich W. Bauschulte |
| Constanzo Labardi     | Nils Asther      | Peter Matić             |
| Dr. Walter Carew      | Walter Kingsford | Jürgen Thormann         |
| Martha Kildare        | Emma Dunn        | Christel Merian         |
| Dr. Lockberg          | Miles Mander     | Harry Wüstenhagen       |
| Nosey Parker          | Nell Craig       | Helga Lehner            |
| Mike Ryan             | Frank Orth       | Friedrich G. Beckhaus   |
| Sally Green           | Marie Blake      | Margot Rothweiler       |

### Erstaufführung
Dr. Kildare: Der Hochzeitstag wurde am 22. August 1941 uraufgeführt und von Metro-Goldwyn-Mayer vertrieben. Die deutsche Erstaufführung war am 9. September 1991 im Fernsehprogramm der ARD. Dies ist der letzte (bezüglich der Produktionsreihenfolge) Film der Filmreihe, der 1991 in der ARD gezeigt wurde.

## Rezeption

### Kritiken

#### Zeitgenössische Kritiken
Die zeitgenössischen Kritiken beschäftigten sich hauptsächlich mit der Studiopolitik von MGM, Laraine Day aus der Serie zu nehmen. T.S. meinte in der New York Times, sie haben „wahrscheinlich das Beste aus dieser Situation gemacht“. So hätten sie Laraine Day „zu den Türen des Kinohimmels geleitet, wo A-Filme gemacht werden und Starruhm liege“. In der Variety war die Wortwahl etwas rauher: Die Studiopolitik habe beschlossen, Laraine Day aus der Serie zu nehmen, und dieses Ergebnis erreiche die „ohne irgendwelche weiteren Überlegungen“ herausgebrachte Geschichte. Der Tod Mary Lamonts käme sehr plötzlich und sei auch nicht sonderlich gut erzählt. Die Kritiker von Harrison’s Reports sahen angesichts der Pläne des Studios keine Alternative zum Tod der Figur. Ansonsten wäre die Serie beschädigt worden, und so könne man mit den Sympathien des Publikums arbeiten. In den Motion Picture Reviews meinte man, es sei vielleicht notwendig gewesen, Laraine Day aus der Serie zu bekommen. Trotzdem sei es schockierend, die Figur auf diese Art loszuwerden.
Ansonsten wird beklagt, die Geschichte sei unzusammenhängend erzählt. Wie die Serie sich ohne den romantischen Teil weiterentwickeln werde, werde von den nächsten zwei oder drei Teilen abhängen. Der Anteil an Humor sei ganz gut, besonders die Kofferszene mit Red Skelton, die aber in einem Film ohne die vielen schmerzhaften und tragischen Ereignisse besser aufgehoben wäre. In Harrison’s Reports meinte man dagegen, der Film halte die qualitativen Standards der Serie und sei auch genauso spannend, interessant und romantisch wie die anderen Filme.
Die beteiligten Personen werden in den Kritiken kaum erwähnt. Harold S. Bucquet mache das Beste aus dem unzusammenhängenden Script.

#### Moderne Kritiken
Paul Mavis zeigt sich in seiner Kritik erfreut darüber, dass endlich wirklich tragische Elemente im Film zu sehen seien, Tragik mit schwerwiegenden emotionalen Konsequenzen für die Figuren. Und er fragt sich, warum nicht mehr solche Fälle in der Serie zu sehen sind. Die Geschichte mit Costanzo Labardi hält er dagegen für überflüssig. Zudem kritisiert er Lew Ayres, der nicht überzeugend Trauer spielen könne. Lesley L. Coffin meint dagegen in seiner Biografie über Lew Ayres, dass dieser so glaubwürdig spiele, dass es weh tue, zuzuschauen. Leonard Maltin fand die Folge „überraschend düster“ und Cinema meinte nur, der Film „[m]üßte ‚Kildares traurigster Tag‘ heißen!“